# Danh sách cầu thủ tham dự vòng chung kết UEFA Nations League 2021
Vòng chung kết UEFA Nations League 2021 là một giải đấu bóng đá quốc tế được tổ chức tại Ý từ ngày 6 đến ngày 10 tháng 10 năm 2021. Bốn đội tuyển quốc gia tham gia giải đấu được yêu cầu đăng ký một đội hình tối đa gồm 23 cầu thủ, trong đó ba cầu thủ phải là thủ môn, và đội hình sẽ được chốt trước ngày 30 tháng 9 năm 2021, mười ngày trước khi giải đấu diễn ra. Chỉ những cầu thủ trong những đội hình này mới đủ điều kiện tham gia giải đấu.
Trong trường hợp một cầu thủ trong danh sách đội hình được gửi bị chấn thương hoặc bệnh tật trước trận đấu đầu tiên của giải đấu, cầu thủ đó có thể được thay thế, miễn là bác sĩ đội và bác sĩ từ Ủy ban Y tế UEFA đều xác nhận rằng chấn thương hoặc bệnh tật đủ nghiêm trọng để ngăn cầu thủ tham gia giải đấu. Những cầu thủ có kết quả xét nghiệm dương tính với SARS-CoV-2 hoặc được tuyên bố là "người tiếp xúc gần" với người có kết quả xét nghiệm SARS-CoV-2 dương tính, và do đó được cách ly theo quyết định của cơ quan y tế được coi là trường hợp mắc bệnh nghiêm trọng và do đó có thể được thay thế trước trận đấu đầu tiên. Nếu một thủ môn bị chấn thương hoặc bệnh tật sau trận đấu đầu tiên của giải đấu, anh ta vẫn có thể bị thay thế, ngay cả khi các thủ môn khác trong đội hình vẫn có sẵn. Cầu thủ đã được thay thế trong danh sách cầu thủ không thể được đưa vào danh sách.
Vị trí được liệt kê cho mỗi cầu thủ nằm trong danh sách đội hình chính thức do FIFA công bố. Độ tuổi được liệt kê cho mỗi cầu thủ là vào ngày 6 tháng 10 năm 2021, ngày đầu tiên của giải đấu. Số lần khoác áo và số bàn thắng được liệt kê cho mỗi cầu thủ không bao gồm bất kỳ trận đấu nào được thi đấu sau khi bắt đầu giải đấu. Câu lạc bộ được liệt kê là câu lạc bộ dành cho các cầu thủ đã thi đấu một trận đấu cuối cùng trước giải đấu. Quốc tịch của mỗi câu lạc bộ sẽ phản ánh hiệp hội quốc gia (không phải giải đấu) mà câu lạc bộ được liên kết. Một lá cờ được thể hiện bao gồm cho các huấn luyện viên có quốc tịch khác với đội tuyển quốc gia của họ.

## Đội hình

### Ý
Huấn luyện viên: Roberto Mancini
Đội hình chính thức của Ý đã được công bố vào ngày 30 tháng 9 năm 2021. Ngày 3 tháng 10 năm 2021, Ciro Immobile và Rafael Tolói đều rút lui vì chấn thương và được thay thế bởi Moise Kean và Davide Calabria. Một ngày sau, đến lượt Matteo Pessina gặp chấn thương và người thay thế cho anh là Federico Dimarco.
| Số | VT | Cầu thủ                        | Ngày sinh (tuổi)            | Trận | Bàn | Câu lạc bộ          |
| -- | -- | ------------------------------ | --------------------------- | ---- | --- | ------------------- |
| 1  | TM | Salvatore Sirigu               | 12 tháng 1, 1987 (34 tuổi)  | 28   | 0   | Genoa               |
| 2  | HV | Giovanni Di Lorenzo            | 4 tháng 8, 1993 (28 tuổi)   | 15   | 1   | Napoli              |
| 3  | HV | Giorgio Chiellini (đội trưởng) | 14 tháng 8, 1984 (37 tuổi)  | 113  | 8   | Juventus            |
| 4  | HV | Davide Calabria                | 6 tháng 12, 1996 (24 tuổi)  | 3    | 0   | Milan               |
| 5  | TV | Manuel Locatelli               | 8 tháng 1, 1998 (23 tuổi)   | 16   | 3   | Juventus            |
| 6  | TV | Marco Verratti                 | 5 tháng 11, 1992 (28 tuổi)  | 47   | 3   | Paris Saint-Germain |
| 7  | TV | Lorenzo Pellegrini             | 19 tháng 6, 1996 (25 tuổi)  | 18   | 2   | Roma                |
| 8  | TV | Jorginho                       | 20 tháng 12, 1991 (29 tuổi) | 38   | 5   | Chelsea             |
| 9  | TĐ | Giacomo Raspadori              | 18 tháng 2, 2000 (21 tuổi)  | 5    | 1   | Sassuolo            |
| 10 | TĐ | Lorenzo Insigne                | 4 tháng 6, 1991 (30 tuổi)   | 49   | 10  | Napoli              |
| 11 | TĐ | Domenico Berardi               | 1 tháng 8, 1994 (27 tuổi)   | 20   | 5   | Sassuolo            |
| 12 | HV | Federico Dimarco               | 10 tháng 11, 1997 (23 tuổi) | 0    | 0   | Inter Milan         |
| 13 | HV | Emerson                        | 3 tháng 8, 1994 (27 tuổi)   | 21   | 0   | Lyon                |
| 14 | TĐ | Federico Chiesa                | 25 tháng 10, 1997 (23 tuổi) | 34   | 4   | Juventus            |
| 15 | HV | Francesco Acerbi               | 10 tháng 2, 1988 (33 tuổi)  | 19   | 1   | Lazio               |
| 16 | TV | Bryan Cristante                | 3 tháng 3, 1995 (26 tuổi)   | 19   | 1   | Roma                |
| 17 | TĐ | Moise Kean                     | 28 tháng 2, 2000 (21 tuổi)  | 10   | 4   | Juventus            |
| 18 | TV | Nicolò Barella                 | 7 tháng 2, 1997 (24 tuổi)   | 31   | 6   | Inter Milan         |
| 19 | HV | Leonardo Bonucci               | 1 tháng 5, 1987 (34 tuổi)   | 111  | 8   | Juventus            |
| 20 | TV | Federico Bernardeschi          | 16 tháng 2, 1994 (27 tuổi)  | 35   | 6   | Juventus            |
| 21 | TM | Gianluigi Donnarumma           | 25 tháng 2, 1999 (22 tuổi)  | 36   | 0   | Paris Saint-Germain |
| 22 | TM | Alex Meret                     | 22 tháng 3, 1997 (24 tuổi)  | 2    | 0   | Napoli              |
| 23 | HV | Alessandro Bastoni             | 13 tháng 4, 1999 (22 tuổi)  | 7    | 0   | Inter Milan         |

### Tây Ban Nha
Huấn luyện viên: Luis Enrique
Đội hình chính thức của Tây Ban Nha đã được công bố vào ngày 30 tháng 9 năm 2021. Ngày 1 tháng 10 năm 2021, Pedri gặp chấn thương và người thay thế cho anh là Brais Méndez. Hai ngày sau, cũng chính Méndez và cả Marcos Llorente đều gặp chấn thương nên phải rút lui, Sergi Roberto và Bryan Gil là những người thay thế cho họ.
| Số | VT | Cầu thủ                      | Ngày sinh (tuổi)            | Trận | Bàn | Câu lạc bộ             |
| -- | -- | ---------------------------- | --------------------------- | ---- | --- | ---------------------- |
| 1  | TM | David de Gea                 | 7 tháng 11, 1990 (30 tuổi)  | 45   | 0   | Manchester United      |
| 2  | HV | César Azpilicueta            | 28 tháng 8, 1989 (32 tuổi)  | 32   | 1   | Chelsea                |
| 3  | HV | Pau Torres                   | 16 tháng 1, 1997 (24 tuổi)  | 14   | 1   | Villarreal             |
| 4  | HV | Iñigo Martínez               | 17 tháng 5, 1991 (30 tuổi)  | 16   | 0   | Athletic Bilbao        |
| 5  | TV | Sergio Busquets (đội trưởng) | 16 tháng 7, 1988 (33 tuổi)  | 129  | 2   | Barcelona              |
| 6  | TV | Bryan Gil                    | 11 tháng 2, 2001 (20 tuổi)  | 3    | 0   | Tottenham Hotspur      |
| 7  | TĐ | Yeremy Pino                  | 20 tháng 10, 2002 (18 tuổi) | 0    | 0   | Villarreal             |
| 8  | TV | Koke                         | 8 tháng 1, 1992 (29 tuổi)   | 58   | 0   | Atlético Madrid        |
| 9  | TV | Gavi                         | 5 tháng 8, 2004 (17 tuổi)   | 0    | 0   | Barcelona              |
| 10 | TV | Sergi Roberto                | 7 tháng 2, 1992 (29 tuổi)   | 10   | 1   | Barcelona              |
| 11 | TĐ | Ferran Torres                | 29 tháng 2, 2000 (21 tuổi)  | 20   | 10  | Manchester City        |
| 12 | HV | Eric García                  | 9 tháng 1, 2001 (20 tuổi)   | 13   | 0   | Barcelona              |
| 13 | TM | Robert Sánchez               | 18 tháng 11, 1997 (23 tuổi) | 1    | 0   | Brighton & Hove Albion |
| 14 | HV | Sergio Reguilón              | 16 tháng 12, 1996 (24 tuổi) | 6    | 0   | Tottenham Hotspur      |
| 15 | HV | Pedro Porro                  | 13 tháng 9, 1999 (22 tuổi)  | 1    | 0   | Sporting CP            |
| 16 | TV | Rodri                        | 22 tháng 6, 1996 (25 tuổi)  | 27   | 1   | Manchester City        |
| 17 | HV | Marcos Alonso                | 28 tháng 12, 1990 (30 tuổi) | 3    | 0   | Chelsea                |
| 18 | TV | Pablo Fornals                | 22 tháng 2, 1996 (25 tuổi)  | 4    | 1   | West Ham United        |
| 19 | HV | Aymeric Laporte              | 27 tháng 5, 1994 (27 tuổi)  | 10   | 1   | Manchester City        |
| 20 | TV | Mikel Merino                 | 22 tháng 6, 1996 (25 tuổi)  | 8    | 0   | Real Sociedad          |
| 21 | TV | Mikel Oyarzabal              | 21 tháng 4, 1997 (24 tuổi)  | 19   | 5   | Real Sociedad          |
| 22 | TĐ | Pablo Sarabia                | 11 tháng 5, 1992 (29 tuổi)  | 12   | 4   | Sporting CP            |
| 23 | TM | Unai Simón                   | 11 tháng 6, 1997 (24 tuổi)  | 16   | 0   | Athletic Bilbao        |

### Bỉ
Huấn luyện viên:  Roberto Martínez
Đội hình chính thức của Bỉ đã được công bố vào ngày 1 tháng 10 năm 2021, với Matz Sels được chọn là thủ môn dự phòng. Ngày 5 tháng 10 cùng năm, Thomas Meunier gặp chấn thương nên phải rút lui và người thay thế cho anh là Thomas Foket. Một ngày sau, danh sách của đội tuyển Bỉ có sự thay đổi ở phút chót, khi Arthur Theate thay thế cho Thorgan Hazard đang gặp chấn thương.
| Số | VT | Cầu thủ                  | Ngày sinh (tuổi)            | Trận | Bàn | Câu lạc bộ              |
| -- | -- | ------------------------ | --------------------------- | ---- | --- | ----------------------- |
| 1  | TM | Thibaut Courtois         | 11 tháng 5, 1992 (29 tuổi)  | 91   | 0   | Real Madrid             |
| 2  | HV | Toby Alderweireld        | 2 tháng 3, 1989 (32 tuổi)   | 116  | 5   | Al-Duhail               |
| 3  | HV | Jason Denayer            | 28 tháng 6, 1995 (26 tuổi)  | 30   | 1   | Lyon                    |
| 4  | HV | Dedryck Boyata           | 28 tháng 11, 1990 (30 tuổi) | 27   | 0   | Hertha BSC              |
| 5  | HV | Jan Vertonghen           | 24 tháng 4, 1987 (34 tuổi)  | 132  | 9   | Benfica                 |
| 6  | TV | Axel Witsel              | 12 tháng 1, 1989 (32 tuổi)  | 116  | 11  | Borussia Dortmund       |
| 7  | TV | Kevin De Bruyne          | 28 tháng 6, 1991 (30 tuổi)  | 84   | 22  | Manchester City         |
| 8  | TV | Youri Tielemans          | 7 tháng 5, 1997 (24 tuổi)   | 45   | 4   | Leicester City          |
| 9  | TĐ | Romelu Lukaku            | 13 tháng 5, 1993 (28 tuổi)  | 100  | 67  | Chelsea                 |
| 10 | TĐ | Eden Hazard (đội trưởng) | 7 tháng 1, 1991 (30 tuổi)   | 114  | 33  | Real Madrid             |
| 11 | TĐ | Yannick Carrasco         | 4 tháng 9, 1993 (28 tuổi)   | 51   | 6   | Atlético Madrid         |
| 12 | TM | Simon Mignolet           | 6 tháng 3, 1988 (33 tuổi)   | 31   | 0   | Club Brugge             |
| 13 | TM | Koen Casteels            | 25 tháng 6, 1992 (29 tuổi)  | 2    | 0   | VfL Wolfsburg           |
| 14 | TĐ | Dodi Lukebakio           | 24 tháng 9, 1997 (24 tuổi)  | 4    | 0   | VfL Wolfsburg           |
| 15 | HV | Thomas Foket             | 25 tháng 9, 1994 (27 tuổi)  | 7    | 1   | Reims                   |
| 16 | HV | Arthur Theate            | 25 tháng 5, 2000 (21 tuổi)  | 0    | 0   | Bologna                 |
| 17 | TV | Hans Vanaken             | 24 tháng 8, 1992 (29 tuổi)  | 13   | 3   | Club Brugge             |
| 18 | TĐ | Charles De Ketelaere     | 10 tháng 3, 2001 (20 tuổi)  | 1    | 0   | Club Brugge             |
| 19 | TV | Leander Dendoncker       | 15 tháng 4, 1995 (26 tuổi)  | 23   | 0   | Wolverhampton Wanderers |
| 20 | TĐ | Leandro Trossard         | 4 tháng 12, 1994 (26 tuổi)  | 11   | 2   | Brighton & Hove Albion  |
| 21 | HV | Timothy Castagne         | 5 tháng 12, 1995 (25 tuổi)  | 17   | 2   | Leicester City          |
| 22 | TV | Alexis Saelemaekers      | 27 tháng 6, 1999 (22 tuổi)  | 4    | 1   | Milan                   |
| 23 | TĐ | Michy Batshuayi          | 2 tháng 10, 1993 (28 tuổi)  | 37   | 22  | Beşiktaş                |

### Pháp
Huấn luyện viên: Didier Deschamps
Đội hình chính thức của Pháp đã được công bố vào ngày 30 tháng 9 năm 2021.
| Số | VT | Cầu thủ                  | Ngày sinh (tuổi)            | Trận | Bàn | Câu lạc bộ          |
| -- | -- | ------------------------ | --------------------------- | ---- | --- | ------------------- |
| 1  | TM | Hugo Lloris (đội trưởng) | 26 tháng 12, 1986 (34 tuổi) | 132  | 0   | Tottenham Hotspur   |
| 2  | HV | Benjamin Pavard          | 28 tháng 3, 1996 (25 tuổi)  | 38   | 2   | Bayern Munich       |
| 3  | HV | Presnel Kimpembe         | 13 tháng 8, 1995 (26 tuổi)  | 24   | 0   | Paris Saint-Germain |
| 4  | HV | Raphaël Varane           | 25 tháng 4, 1993 (28 tuổi)  | 81   | 5   | Manchester United   |
| 5  | HV | Jules Koundé             | 12 tháng 11, 1998 (22 tuổi) | 3    | 0   | Sevilla             |
| 6  | TV | Paul Pogba               | 15 tháng 3, 1993 (28 tuổi)  | 87   | 11  | Manchester United   |
| 7  | TĐ | Antoine Griezmann        | 21 tháng 3, 1991 (30 tuổi)  | 98   | 41  | Atlético Madrid     |
| 8  | TV | Aurélien Tchouaméni      | 27 tháng 1, 2000 (21 tuổi)  | 3    | 0   | Monaco              |
| 9  | TĐ | Anthony Martial          | 5 tháng 12, 1995 (25 tuổi)  | 30   | 2   | Manchester United   |
| 10 | TĐ | Kylian Mbappé            | 20 tháng 12, 1998 (22 tuổi) | 49   | 17  | Paris Saint-Germain |
| 11 | TĐ | Moussa Diaby             | 7 tháng 7, 1999 (22 tuổi)   | 2    | 0   | Bayer Leverkusen    |
| 12 | HV | Léo Dubois               | 14 tháng 9, 1994 (27 tuổi)  | 10   | 0   | Lyon                |
| 13 | TV | Matteo Guendouzi         | 14 tháng 4, 1999 (22 tuổi)  | 0    | 0   | Marseille           |
| 14 | TV | Adrien Rabiot            | 3 tháng 4, 1995 (26 tuổi)   | 21   | 0   | Juventus            |
| 15 | HV | Dayot Upamecano          | 27 tháng 10, 1998 (22 tuổi) | 3    | 1   | Bayern Munich       |
| 16 | TM | Benoît Costil            | 3 tháng 7, 1987 (34 tuổi)   | 1    | 0   | Bordeaux            |
| 17 | TV | Jordan Veretout          | 1 tháng 3, 1993 (28 tuổi)   | 2    | 0   | Roma                |
| 18 | HV | Lucas Digne              | 20 tháng 7, 1993 (28 tuổi)  | 42   | 0   | Everton             |
| 19 | TĐ | Karim Benzema            | 19 tháng 12, 1987 (33 tuổi) | 90   | 31  | Real Madrid         |
| 20 | TĐ | Wissam Ben Yedder        | 12 tháng 8, 1990 (31 tuổi)  | 15   | 2   | Monaco              |
| 21 | HV | Lucas Hernandez          | 14 tháng 2, 1996 (25 tuổi)  | 28   | 0   | Bayern Munich       |
| 22 | HV | Theo Hernandez           | 6 tháng 10, 1997 (24 tuổi)  | 1    | 0   | Milan               |
| 23 | TM | Mike Maignan             | 3 tháng 7, 1995 (26 tuổi)   | 1    | 0   | Milan               |